# 米尔茨河谷圣洛伦岑
米尔茨河谷圣洛伦岑（德語：Sankt Lorenzen im Mürztal）是奥地利施泰尔马克州穆尔河畔布鲁克县的一个市镇。总面积38.01平方公里，总人口3338人，人口密度87.8人/平方公里（2001年）。